# František Häckel
Frantisek Häckel est un ancien fondeur tchèque.

## Championnats du monde
- Championnats du monde de ski nordique 1925 à Johannisbad 
  -  Médaille d'argent sur 50 km.